# Hominini
Als Hominini wird eine Tribus der Familie der Menschenaffen (Hominidae) bezeichnet. Diese Tribus umfasst die Arten der Gattung Homo einschließlich des heute lebenden Menschen (Homo sapiens) sowie die ausgestorbenen Vorfahren dieser Gattung, nicht jedoch die gemeinsamen Vorfahren von Schimpansen und Homo. Die einzige nicht ausgestorbene Art der Hominini ist der Mensch. Die Zugehörigkeit zu den Hominini wird als hominin bezeichnet, die Zugehörigkeit zu den Menschenaffen (Hominidae) als hominid.

## Systematik
Zu den Hominini werden heute neben den Arten der Gattung Homo folgende Gattungen gezählt:
- Ardipithecus (umstritten)[4]
- Australopithecus
- Kenyanthropus
- Orrorin (umstritten)[4]
- Paranthropus
- Sahelanthropus (umstritten)[4]

Für terminologische Verwirrung sorgt, dass in der älteren und gelegentlich auch in der jüngeren Fachliteratur die Bezeichnung hominid im Sinne von hominin verwendet wird. Dies geschieht vor dem Hintergrund, dass die Systematiker bis in die 1980er-Jahre der Taxonomie von Linné folgten, der nur Orang-Utans, Gorillas und Schimpansen in der Familie der Menschenaffen (Pongidae) zusammengefasst und diese der Familie der Echten Menschen (Hominidae; eingedeutscht: Hominiden, daher hominid) – mit Homo sapiens als einziger lebender Art – gegenübergestellt hatte. Aufgrund genetischer Vergleiche wurde später aber nachgewiesen, dass Schimpansen und Gorillas näher mit dem Menschen verwandt sind als mit den Orang-Utans. Daher wurden Menschen, Schimpansen und Gorillas nebst all ihren fossilen Vorfahren zu einem gemeinsamen Taxon zusammengefasst (Homininae) und dieses neben das Taxon der Orang-Utans (Ponginae) gestellt.

Position der beiden Unterfamilien Ponginae und Homininae sowie der Hominini im Stammbaum der Familie der Menschenaffen (Hominidae).
Pongo = Orang-Utans; Gorillas;
Pan = Schimpansen; Homo = Menschen

Um die Vorfahrenlinie des Menschen von jener der Schimpansen und Gorillas terminologisch abzugrenzen (was zugleich die überkommene Sonderstellung des Menschen im Stammbaum der Arten konservierte), wurde von einigen Paläoanthropologen als weitere Unterteilung die Tribus Hominini (Menschen plus Vorfahren) eingeführt, ferner die Tribus Gorillini (Gorillas plus Vorfahren) und Panini (Schimpansen plus Vorfahren); einzelne Wissenschaftler fassen – abweichend hiervon – die Gorillas, die Schimpansen und beider Vorfahren unter dem Begriff Panini zusammen.
Alternativ werden von einzelnen Forschern die Schimpansen mit dem Menschen und dessen Vorfahren einem gemeinsamen Taxon zugeordnet, wobei dieses Taxon von ihnen – was zu erheblichen Irritationen führen kann – ebenfalls Hominini genannt wird; der Mensch und seine Vorfahren werden dann einer Subtribus Hominina zugeordnet.
Der Anthropologe Volker Sommer merkte in diesem Zusammenhang – allerdings mit sehr niedrig angesetzten Prozentwerten – an:

„Der wirklich konsequente Schritt steht aus. Genetiker kalkulieren je nach ausgewählten Markern, dass sich Homo und Pan maximal 2 bis minimal 0,6 Prozent unterscheiden (während durchschnittlich 4 Prozent zwischen Menschenmännern und -frauen liegen…). Differierte das Erbgut von Käfern um solche Bruchteile, würden sie gewiss nicht alternativen Genera zugeschlagen. Somit ist die Forderung durchaus angemessen, unsere Gattung zu erweitern – durch Umbenennung von Schimpansen in Homo troglodytes und Bonobos in Homo paniscus.“

## Zeittafel der Hominini-Gattungen

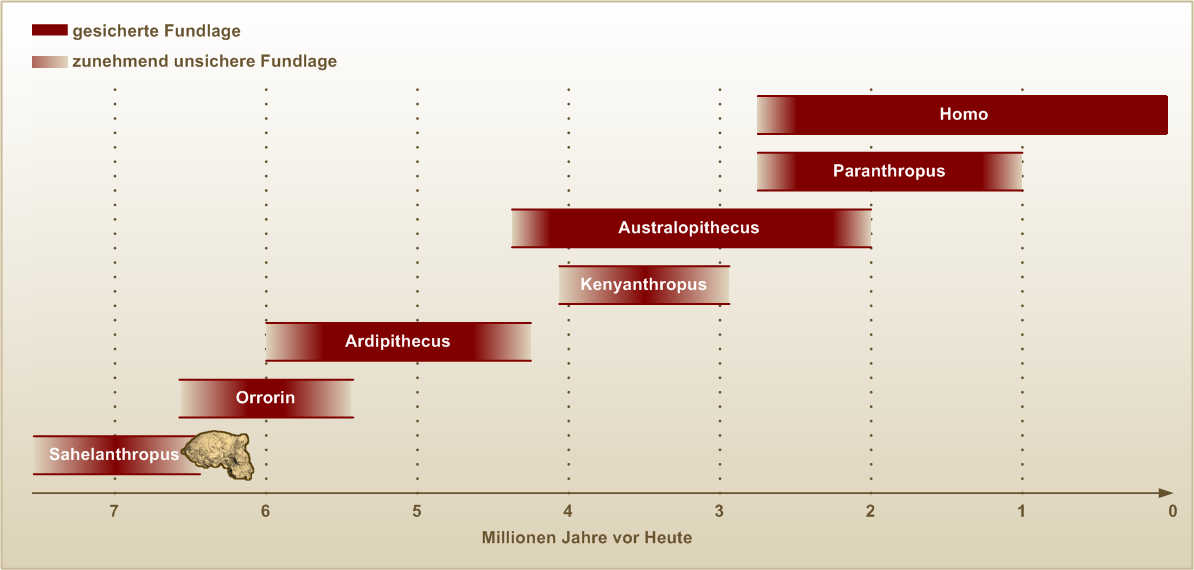
Die Gattungen der Hominini:
Die zeitliche Abfolge lässt keine Rückschlüsse auf ihre verwandtschaftlichen Beziehungen zu.

## Anatomie
Gemeinsame Kennzeichen der Hominini sind der aufrechte, zweibeinige Gang und die damit verbundenen anatomischen Merkmale, die Abweichungen vom Grundbauplan der Primaten (Primates) darstellen:
- Verlängerung der hinteren Extremitäten und Umgestaltung zu Laufbeinen
- Umgestaltung der hinteren Füße durch Verlängerung der Mittelfußknochen, Verkürzung der Zehen und zunehmender Verlust der Opponierbarkeit der Großzehe
- Erhebliche Umgestaltung des Beckens, Vergrößerung der Beckenschaufeln zur Aufnahme größerer Lasten und veränderte Ausprägung der Hüftgelenke
- Vergrößerung des Geburtskanals in Anpassung an das vergrößerte Hirnvolumen der Neugeborenen
- Umgestaltung der Hände der vorderen Extremitäten zu Greiforganen für Gegenstände (statt zum Klettern) durch Verkürzung der Mittelhandknochen
- zunehmende Abplattung des Brustkorbes

## Belege
1. ↑  „The tribe that includes modern humans and all the fossil taxa more closely related to modern humans than to any other living taxon.“ Bernard Wood: Wiley-Blackwell Encyclopedia of Human Evolution. Wiley-Blackwell, 2011, ISBN 978-1-4051-5510-6.

Ähnlich lautete 2012 die Definition für die hominins in Science (Band 336, Nr. 6081, 2012, S. 538.): „the group that includes humans and our ancestors but not other apes.“ Ferner in New Scientist (Band 216, Nr. 2892 vom 24. November 2012, S. 34): „…hominins, the group that includes us and all our extinct relatives from after the split [from the chimps.]“
2. ↑  Gerhard Heberer hatte u. a. in Anthropologie – Das Fischer Lexikon (Fischer Taschenbuch-Verlag, Frankfurt 1970, S. 39 ff.) den Australopithecinen als den „bisher strukturell urtümlichsten humanen Hominiden“ die „höheren Hominiden gegenübergestellt“ und diese „als Homininae bezeichnet“. „Um das 'echt' Menschliche zu betonen, kann man die Vorsilbe 'Eu' benutzen: (Eu)Homininae.“ Daraus hatte sich die Eindeutschung „echte Menschen“ ergeben, die später gelegentlich auch als Umschreibung der Hominini verwendet wurde, heute aber im wissenschaftlichen Diskurs nur noch auf die Gattung Homo bezogen wird.
3. ↑  Bernard Wood, Nicholas Lonergan: The hominin fossil record: taxa, grades and clades. In: Journal of Anatomy. Band 212, Nr. 4, 2008, S. 354–376, doi:10.1111/j.1469-7580.2008.00871.x, Volltext (PDF; 292 kB) (Memento vom 20. Oktober 2012 im Internet Archive)
4. 1 2 3  Bernard Wood, Terry Harrison: The evolutionary context of the first hominins. In: Nature. Band 470, 2011, S. 347–352, doi:10.1038/nature09709
5. ↑  In einem Beihefter zu New Scientist vom 6. November 2010 erläuterte beispielsweise Tim White, er benutze weiterhin hominid im Sinne von hominin für die unmittelbaren Vorfahren des Menschen [„to classify all the members of the human clade (on our side of the last common ancestor we shared with the chimps)“], weil dies eine seit langem eingeführte Bezeichnung für diese Klade sei und er generell terminologische Klarheit durch „Stabilität“ („I prefer the stability and clarity …“) befürworte.
6. ↑  Morris Goodman et al.: Toward a phylogenetic classification of primates based on DNA evidence complimented by fossil evidence. In: Molecular Phylogenetics and Evolution. Band 9, Nr. 3, 1998, S. 585–598, doi:10.1006/mpev.1998.0495.
7. ↑  David R. Begun: Das Zeitalter der Menschenaffen. In: Spektrum der Wissenschaft. Dossier 01/2004: Die Evolution des Menschen II. S. 8.
8. ↑  Pasqual Pic: Die Evolution des Menschen. In: Spektrum der Wissenschaft. Dossier 01/2004: Die Evolution des Menschen II. S. 17.
9. ↑  Roy John Britten: Divergence between samples of chimpanzee and human DNA sequences is 5 %, counting indels. In: PNAS. Band  99, Nr. 21, 2002, S. 13633–13635, doi:10.1073/pnas.172510699.
Anna Wetterbom, Marie Sevov, Lucia Cavelier, Tolmas F. Bergström: Comparative genomic analysis of human and chimpanzee indicates a key role for indels in primate evolution. In: Journal of Molecular Evolution. Band 63, Nr. 5, 2006, S. 682–690, doi:10.1007/s00239-006-0045-7.
10. ↑  Volker Sommer: Plädoyer für eine radikale evolutionäre Anthropologie: Menschenaffen wie wir. In: Biologie in unserer Zeit. Band 30 (= Heft 3/2009), S. 200.